# Царство Астека
Царство Астека је било средњоамеричко царство којим су владали Астеци. Постојало је од 1428. до 1521. године, а настало је као тројни савез народа Астека, Тепанека и Аколуанаца, односно њихових градова-држава Теночтитлан, Тлакопан и Тешкоко. У овом савезу су Астеци играли доминантну улогу. Престоница царства је био град Теночтитлан (данашњи Мексико Сити). Царство Астека су уништили шпански освајачи на челу са Ернаном Кортесом 1521. године. Без обзира на почетно савезништво три народа, у време шпанског освајања су овом државом управљали Астеци из Теночтитлана, док су им некадашњи савезници били потчињени. Царство Астека је водило експанзивну политику територијалних освајања и на врхунцу моћи је контролисало највећи део данашњег централног Мексика. Астеци су владаре покорених градова остављали на власти уз услов прихватања вазалства према Астечком царству.
Државна религија царства била је политеистичка, обожавала је разнолик пантеон који је укључивао десетине божанстава. Астечко царство је било пример царства које је владало посредним путем. Био је етнички веома разнолик, као и већина европских империја, али је био више систем давања него јединствени облик владавине. Хегемонистичка природа Астечког царства се огледа у томе да су углавном локални владари враћени на своје положаје када је њихов град или држава била освојена, али се астеци нису мешали у локалне послове све док је та држава плаћала данак.
Законски кодекс је такође био развијен, поготово у граду-држави Текскоко где је постајао формални писани кодекс, а не само уобичајена пракса и кодекс је садржао 80 писаних закона. Закони су захтевали строге, јавне примене казне стварајући правни оквир друштвене контроле.